# لوسی اهل
 لوسی اهل (انگلیسی: Lucie Ahl؛ زاده ۲۳ ژوئیهٔ ۱۹۷۴) یک تنیس‌باز اهل بریتانیا است.